# Кьоссо, Лео
Лео Маттео Кьоссо (итал. Leo Matteo Chiosso; 8 августа 1920, Кьери, Пьемонт или Турин — 25 ноября 2006 или 26 ноября 2006, Кьери, Пьемонт) — итальянский сценарист, поэт-песенник, драматург. 

## Карьера
Стал известен своей работой с Фредом Бускальоне. Первым его хитом стала песня «Che bambola» 1956 года, которая принесла Бускальоне общенациональную известность. За ним последовали многие другие хиты, в том числе «Che notte», «Criminalmente bella», «Il dritto di Chicago», «Eri piccola così», «Lontano da te», «Love in Portofino», «Porfirio Villarosa», «Sgancia e pedala», «Teresa non sparare», «Whisky facile».
Их последней совместной работой стал фильм «Крутые мужики» 1960 года с участием Бускальоне и знаменитого итальянского актера Тото. Кьоссо написал как сюжет, так и сценарий к фильму, а также тексты для двух песен саундтрека, «Noi duri» и «Ninna nanna del duro». Съёмки фильма всё ещё продолжались, когда Бускальоне погиб в автокатастрофе.
После этого сольная карьера Кьоссо успешно продолжалась. Он писал тексты для известных песен, таких как «Parole parole», «Torpedo blu» и «Montecarlo». Он также стал писать сценарии телевизионных программ, среди которых было и чрезвычайно популярное музыкальное шоу «Canzonissima». Он также писал рассказы и сценарии для кино.

## Список песен
Основная статья: Canzoni scritte da Leo Chiosso  (итал.)